# Гаргано Ричи (Фрозиноне)
Гаргано Ричи је насеље у Италији у округу Фрозиноне, региону Лацио.
Према процени из 2011. у насељу је живело 20 становника. Насеље се налази на надморској висини од 39 м.